# Vrisko to logo na zo
Vrisko to logo na zo (en griego Βρίσκω το λόγο να ζω, «Encuentro la razón para vivir») es el cuarto álbum de estudio de la cantante griega Helena Paparizou. El disco fue lanzado al mercado el 12 de junio de 2008.
El 22 de diciembre de 2008 se puso en venta la nueva versión del disco que tiene por nombre: Vrisko To Logo Na Zo: Deluxe Edition. Esta nueva versión llegó en un formato especial, en una caja rectangular y que incluía el disco original, un DVD con el Summer Tour (la gira de conciertos del verano de 2008) y un póster doble con fotos de la cantante.

## Información sobre el disco
Según Helena, empezó a escribir canciones en la Navidad del 2007 cuando llegó a Suecia.
El disco ha sido realizado en dos países, Grecia y Suecia. La grabación del tuvo lugar en el estudio musical que tiene Helena en Glyfada.
En cuanto al estilo, Elena Paparizou lo define como: Más rock que nunca. Es un disco que aunque muy distinto en comparación con sus trabajos anteriores aún mantiene sonidos griegos.
La fotografía del disco es un trabajo del fotógrafo griego Kostas Avgoulis el cual intentó retratar a una Helena más madura, una nueva Paparizou.
En una entrevista realizada por la estación de radio Orange FM 93.2, Elena declaró que en este disco hay algunas canciones que para ella han sido muy difíciles de cantar como por ejemplo Mathe Prota N'Agapas.

## Lista de canciones
| N.º | Título                                                                    | Letras                           | Música                                          | Duración |  |
| 1.  | «I kardiá sou petra» (Tu corazón es una piedra)                           | Giannis Doksas                   | Giorgos Sampanis                                | 4:30     |  |
| 2.  | «Kita Brosta» (Mira Adelante)                                             | Giannis Doksas                   | Sofie Lindblom, Toni Mavridis, Niclas Olausson  | 3:42     |  |
| 3.  | «Porta gia ton ouranó» (Puerta al paraíso)                                | Eleana Vrahali                   | Per Liden, Toni Mavridis, Niclas Olausson       | 2:57     |  |
| 4.  | «Poios» (Quién)                                                           | Giorgos Moukidis                 | Giorgos Moukidis                                | 4:04     |  |
| 5.  | «Agapi san listía (Historias de danzón y de arrabal)» (Amor como un robo) | Giannis Doksas                   | Aleks Syntek                                    | 4:16     |  |
| 6.  | «Mathe prota n' agapás» (Aprende primero a amar)                          | Elena Paparizou & Giannis Doksas | Toni Mavridis, Niclas Olausson, Elena Paparizou | 4:15     |  |
| 7.  | «Eisai i foní» (Eres la voz)                                              | Anotonis Pappas                  | Per Liden, Toni Mavridis, Niclas Olausson       | 3:21     |  |
| 8.  | «Pirotekhnímata» (Fuegos artificiales)                                    | Giannis Doksas                   | Giorgos Sampanis                                | 4:13     |  |
| 9.  | «Den tha' mai 'do» (No estaré aquí)                                       | Vicky Gerothodorou               | Toni Mavridis, Niclas Olausson, Elena Paparizou | 3:50     |  |
| 10. | «Papeles Mojados (Con Chambao)»                                           | Giannis Doksas                   | María del Mar Rodríguez Carnero                 | 3:50     |  |
| 11. | «To' heis i de to' heis» (Lo tienes o no lo tienes)                       | Nikos Gritsis                    | Frank popp, Sam Leigh Brown & Phillip Noha      | 3:28     |  |
| 12. | «Mi mou milás gi' antío» (No me hablés del adiós)                         | Eleana Vrahali                   | Matilda Ekevik, Toni Mavridis, Niclas Olausson  | 3:35     |  |

| Bonus Track |                                         |                |                  |          |  |
| N.º         | Título                                  | Letras         | Música           | Duración |  |
| 13.         | «To filí tis zoís» (El beso de la vida) | Giannis Doksas | Giorgos Sampanis | 3:38     |  |

## Posicionamiento
| País   | Listas                | Mejor posición | Certificación |
| ------ | --------------------- | -------------- | ------------- |
| Grecia | IFPI Grecia (Álbumes) | 1              | Platino       |
| Chipre | Top Álbumes Chipre    | 2              | -             |

- Datos: Q1823563